# Chiredzi (Simbabwe)
Chiradzi ist eine Stadt in der Provinz Masvingo in Simbabwe. Mit ihrem Umland stellt sie einen der Urbanen Distrikte Simbabwes mit einer Fläche von 22 km² und 40.457 Einwohnern (2022).

## Geografie
Die Stadt liegt im Süden der Provinz im Distrikt Chiredzi, nahe dem Fluss Chiredzi, auf etwa 410 Metern Höhe über dem Meeresspiegel. Der Urbane Distrikt ist in 8 Wards aufgeteilt.

## Wirtschaft
Chiradzi ist ein Touristenort. Im Umland werden etwa 45.000 Hektar Zuckerrohrfelder bewirtschaftet. Ebenso gehört das Umland zu den wichtigsten Baumwolle Anbaugebieten im Land. Gleiches gilt für die Viehzucht.

## Infrastruktur
Chiradzi ist Endstation der Stichstrecke der National Railways of Zimbabwe von Mbizi, mit Anbindung nach Bulawayo. Sie liegt an der Fernstraße A10. Es gibt eine Flugpiste im Süden und den Flughafen Buffalo Range, wenige Kilometer westlich. Das Hotelangebot ist umfangreich. In der Nähe liegen der Gonarezhou-Nationalpark, das Hippo Valley und der Ort Buffalo Range.
Die Stadt verfügt über 150 km Straße, wovon 55 asphaltiert sind. Es gibt 4 Grundschulen, 2 weiterführende Schulen und 3 Berufsschulen. Die medizinische Versorgung erfolgt durch 2 Krankenhäuser und 5 Ambulanzen.

## Bevölkerungsentwicklung
Bevölkerungsentwicklung
| Jahr          | Einwohner |
| ------------- | --------- |
| 1982 (Zensus) | 10.257    |
| 1992 (Zensus) | 21.116    |
| 2002 (Zensus) | 25.849    |
| 2012 (Zensus) | 30.197    |
| 2022 (Zensus) | 40.457    |